# Salah Baccari
Salah Baccari, né le 1er novembre 1947 à Sidi Bouzid, est un homme politique tunisien. Il a notamment été ministre de la Culture.

## Biographie
Agrégé de lettres arabes et de civilisation islamique, Salah Baccari est diplômé de l'École normale supérieure de Tunis. Enseignant, il devient journaliste conseiller à Tunis Afrique Presse et entre ensuite à la faculté de lettres[Laquelle ?]. Remarqué lors d'une conférence internationale par Chedli Klibi, celui-ci le nomme conseiller dans son cabinet. Après avoir pris le pouvoir le 7 novembre 1987, Zine el-Abidine Ben Ali le prend dans son cabinet, d'abord en tant que conseiller, puis comme ministre-conseiller, jusqu'en 1995.
Du 25 janvier 1995 au 5 août 1996, il est ministre de la Culture dans le gouvernement de Hamed Karoui. De janvier 1997 à 2009, il est ambassadeur de Tunisie au Maroc ; il est remplacé par Sadok Korbi.
« Plume » de Ben Ali, il co-rédige, avec Moncer Rouissi, son dernier discours du 13 janvier 2011, où le président, qui quitte le pouvoir le lendemain en pleine révolution, affirme : « on m’a trompé », « je vous ai compris ».
En juillet 2011, il devient secrétaire général de L'Initiative, le parti de Kamel Morjane.